# Équipe de Catalogne de futsal féminin
Maillots
L’équipe de Catalogne de futsal féminin (Selecció de futsal de Catalunya fémino en catalan) est l'équipe de futsal de la Catalogne, communauté autonome d'Espagne. La sélection est contrôlée par la Fédération de Catalogne de football.
Pour la sélection masculine, voir l'Équipe de Catalogne de futsal.
La Fédération de Catalogne de futsal est membre de la Fédération internationale de futsal, de l'Association mondiale de futsal et de l'Union européenne de futsal (UEFs) jusqu'en 2017, rejoignant ensuite la Futsal European Federation (FEF) à la suite de l'exclusion de l'UEFs par l'AMF.

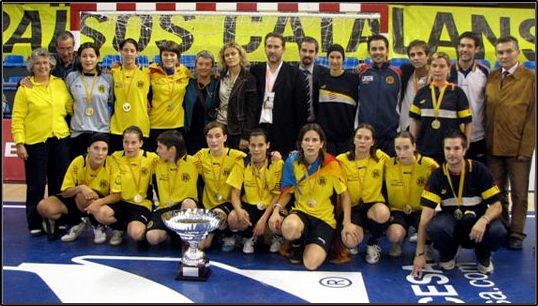
Sélection de Catalogne féminine Championne du monde de futsal seniors féminin 2008

## Palmarès
Championnat du monde de futsal seniors féminins
- 2008 :  1er[6],[7]
- 2013 : 7e[8]
- 2017[9] :

Championnat d'Europe féminins Seniors UEFS
- 2001 : Non inscrite
- 2004 :  2e
- 2007 : Non inscrite[10]
- 2009 :  3e[11]
- 2011 :  3e[12]
- 2015 :  3e[13]

## Matchs
| Championnat d'Europe féminins Seniors UEFS 2004 |           |           |          |        |
| Date                                            | Victoire  | Défaite   | Résultat | Hote   |
| 12 mai 2004                                     | Catalogne | Arménie   | 9-1      | Russie |
| 14 mai 2004                                     | Catalogne | Belgique  | 2-1      | Russie |
| 15 mai 2004                                     | Catalogne | Ukraine   | 2-1      | Russie |
| 16 mai 2004                                     | Russie    | Catalogne | 2-0      | Russie |

| Championnat du monde de futsal seniors féminins 2008 |           |           |          |           |
| Date                                                 | Victoire  | Défaite   | Résultat | Hote      |
| 29 septembre 2008                                    | Catalogne | Tchéquie  | 4-0      | Catalogne |
| 1er octobre 2008                                     | Colombie  | Catalogne | 2-1      | Catalogne |
| 3 octobre 2008                                       | Catalogne | Australie | 3-2      | Catalogne |
| 4 octobre 2008                                       | Catalogne | Russie    | 3-2      | Catalogne |
| 5 octobre 2008                                       | Catalogne | Galice    | 4-0      | Catalogne |

| Championnat d'Europe féminins Seniors UEFS 2009 |           |           |          |         |
| Date                                            | Victoire  | Défaite   | Résultat | Hote    |
| 8 décembre 2009                                 | Catalogne | Italie    | 12-0     | Pologne |
| 9 décembre 2009                                 | Russie    | Catalogne | 3-2      | Pologne |
| 11 décembre 2009                                | Galice    | Catalogne | 4-1      | Pologne |
| 12 décembre 2009                                | Tchéquie  | Catalogne | 1-0      | Pologne |

| Championnat d'Europe féminins Seniors UEFS 2011 |           |           |           |                    |
| Date                                            | Victoire  | Défaite   | Résultat  | Hote               |
| 6 décembre 2011                                 | Catalogne | Italie    | 8-1       | République tchèque |
| 8 décembre 2011                                 | Tchéquie  | Catalogne | 4-0       | République tchèque |
| 9 décembre 2011                                 | Russie    | Catalogne | 2-2 (2-1) | République tchèque |
| 10 décembre 2011                                | Catalogne | France    | 3-0       | République tchèque |

| Championnat du monde de futsal seniors féminins 2013 |           |           |          |          |
| Date                                                 | Victoire  | Défaite   | Résultat | Hote     |
| 7 novembre 2013                                      | Catalogne | Italie    | 4-0      | Colombie |
| 9 novembre 2013                                      | Venezuela | Catalogne | 2-0      | Colombie |
| 11 novembre 2013                                     | Catalogne | Uruguay   | 4-0      | Colombie |
| 13 novembre 2013                                     | Colombie  | Catalogne | 4-0      | Colombie |

| Championnat d'Europe féminins Seniors UEFS 2015 |           |           |          |           |
| Date                                            | Victoire  | Défaite   | Résultat | Hote      |
| 14 décembre 2015                                | Catalogne | Italie    | 23-2     | Catalogne |
| 15 décembre 2015                                | Catalogne | Pays-Bas  | 7-3      | Catalogne |
| 17 décembre 2015                                | Russie    | Catalogne | 6-0      | Catalogne |
| 18 décembre 2015                                | Tchéquie  | Catalogne | 4-2      | Catalogne |